# Grădinari, Giurgiu
Grădinari là một xã thuộc hạt Giurgiu, România. Dân số thời điểm năm 2002 là 3797 người.